# Winter in Union Square
Winter in Union Square (Nederlands: Winter op Union Square) is een schilderij van de Amerikaanse Impressionistische kunstschilder Childe Hassam, olieverf op doek, 46,4 × 45,7 centimeter groot, gemaakt in 1889-1890. Het toont een stadsgezicht in New York, eind negentiende eeuw. Het werk bevindt zich sinds 1943 in de collectie van het Metropolitan Museum of Art te New York.

## Context
Na een klassieke opleiding in Boston maakte Hassam in 1883 een reis naar Europa, waar hij onder de indruk raakte van het impressionisme en de wijze waarop schilders met licht en atmosfeer omgingen. Na zijn huwelijk in 1886 vestigde hij zich voor drie jaar in Parijs om zich deze nieuwe schilderkunst eigen te maken en door te ontwikkelen naar een onmiskenbare eigen stijl. In 1889 keerde hij terug naar de Verenigde Staten, niet naar Boston, maar naar New York, waar hij een atelier betrok in Manhattan, op de hoek van Seventeenth Street en Fifth Avenue, met uitzicht op Union Square. Van deze straten zei hij dat hij ze zeker zo mooi vond als de grote Parijse boulevards.

## Afbeelding
Hassams Winter in Union Square is geschilderd vanuit het raam in zijn atelier, kort na zijn terugkeer uit Parijs, in winter van 1889. De inspiratie die hij in Europa had opgedaan is volledig af te lezen aan dit doek, dat het eerste was dat hij na zijn terugkomst schilderde: in een vlotte en krachtige impressionistische stijl legt hij met grote vaardigheid de subtiel gedempte atmosfeer van een winterse dag vast. Twee paardentrams passeren elkaar schijnbaar willekeurig op het midden van het plein en er is levendig verkeer van rijtuigen en voetgangers, zich ras voortbewegend in de sneeuw. Het geeft het werk een sterk gevoel van authenticiteit van tijd en plaats, hetgeen een van Hassams belangrijkste handelsmerken zou worden.
Het belang van het grote plein voor de commercie en het cultureel stadsvermaak lijkt er even niet toe te doen. Wazig, verborgen achter de sneeuw, zien we op de achtergrond, aan Fourteenth Street, het reusachtig hoge Morton Hotel en de enorme koepel van de Domestic Sewing Machine Company, op dat moment het hoogste gebouw van New York. Daar tussenin priemt de gotische toren van Grace Church in de wolken, nog vager, dieper naar het zuiden, bij Broadway en Tenth Street. De rechthoekige en verticale vormen dragen bij aan het gevoel van hoogte, dat ook toen al zo typerend was voor New York. Hassam hield van New York, zoals hij er ook van hield om de mensen te observeren. Van een afstandje ziet hij op het tafereel toe, vanuit zijn verhoogde gezichtspunt, hetgeen het gevoel geeft dat hij als kunstenaar volledig controle heeft over zijn weergave van de werkelijkheid, zoals alleen hij die waarneemt.
Hassam zou later nog vele vergelijkbare werken van het New Yorkse stadsleven maken, vergelijkbare thema's in een vergelijkbare stijl en opzet, die doet denken aan het picturalisme van fotograaf Alfred Stieglitz. Hassam combineert de moderniteit van New York met atmosferische effecten en de drukte van het nieuwe Amerikaanse stadsleven met een gevoel van contemplatie. Uiteindelijk zouden zijn werken, die kwalitatief niet onderdeden voor zijn Franse collega-impressionisten, bijdragen aan de Amerikaanse trots, vooral omdat ze lieten zien hoe Amerika zijn eigen steden had gebouwd, met gebouwen die nog grootser en overweldigender waren dan die in Europa.

## Vergelijkbare werken

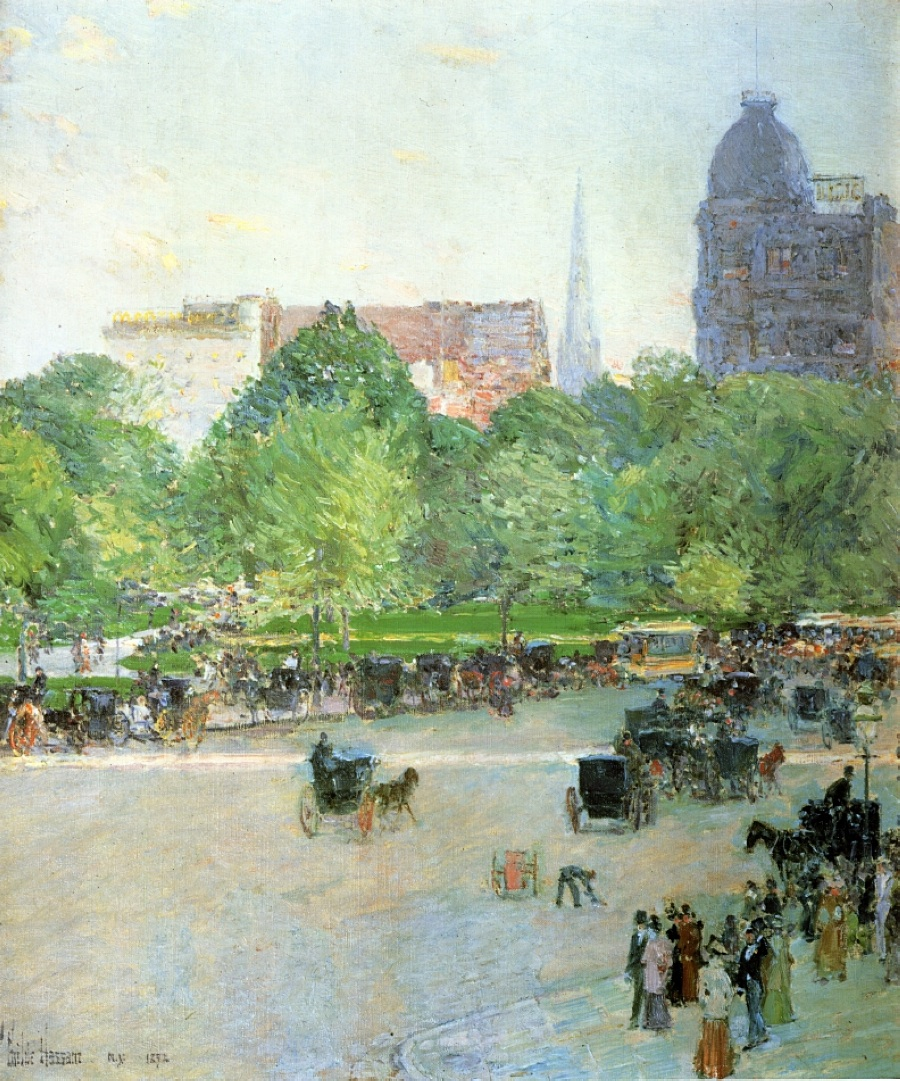
Union Square, 1892, zelfde gezichtshoek, met dezelfde gebouwen
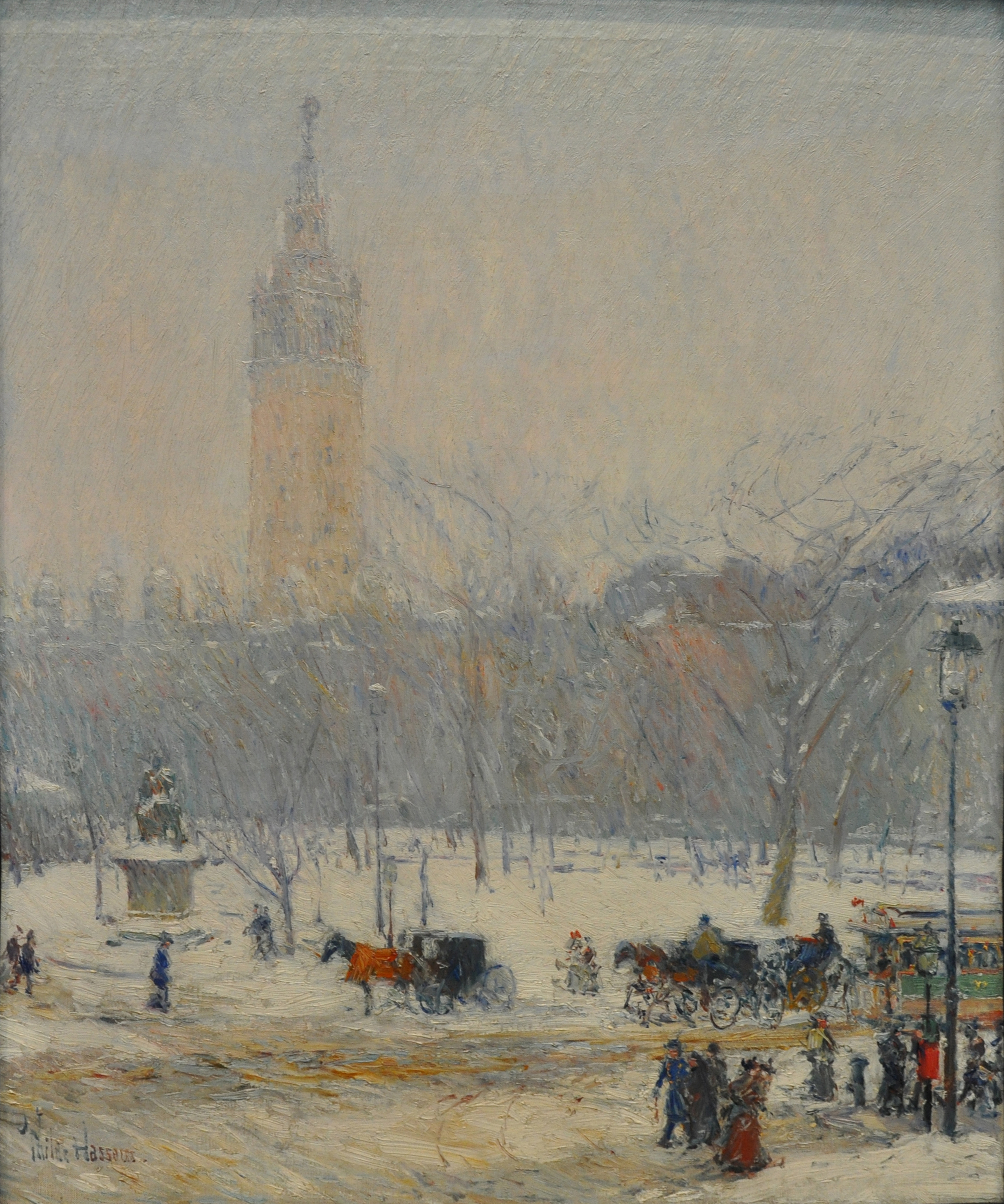
Snowstorm on Madison Square, circa 1890
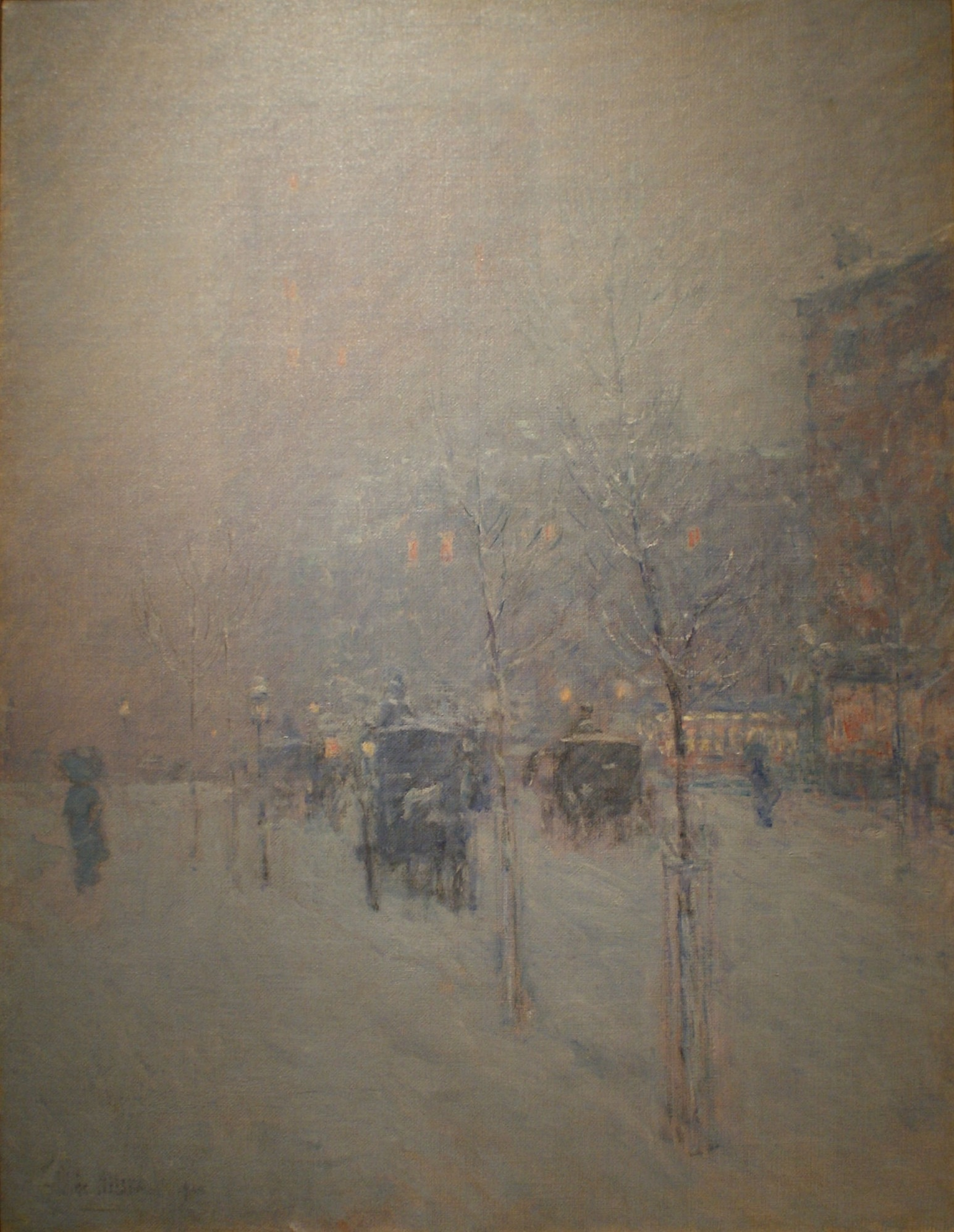
Late afternoon, New York, Winter, 1900
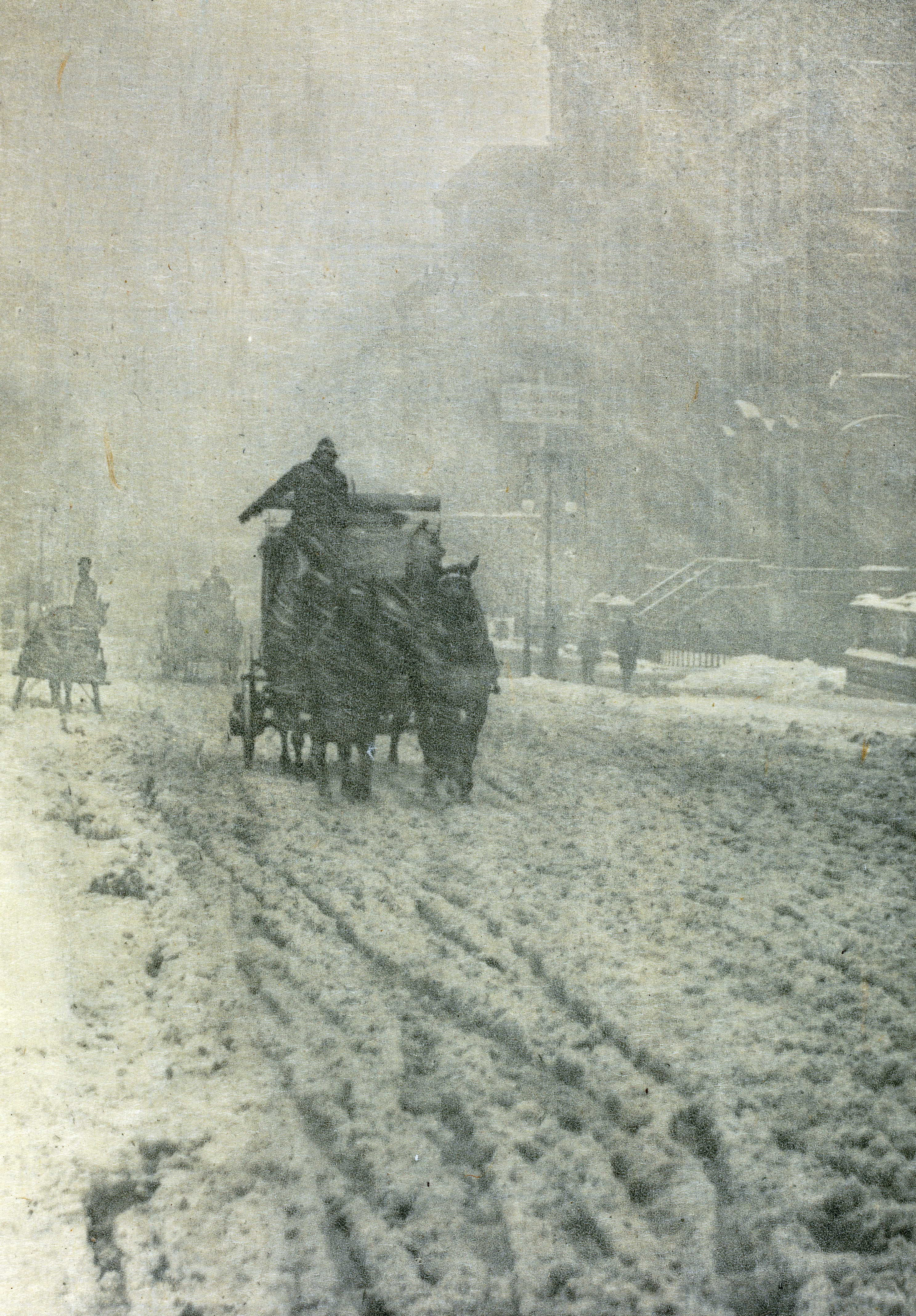
Stieglitz: Winter on Fifth Avenue, foto, 1893